# Feria de Julio de Valencia
En 1870 el Ayuntamiento de Valencia propuso celebrar una feria anual y una exposición de toda clase de productos durante el mes de julio para animar la capital y atraer a los forasteros. La Feria se organizó alrededor del ciclo taurino de San Jaime, dando lugar a una de las primeras ferias en las que se daban consecutivamente hasta 6 corridas de toros como primer formato moderno. La vinculación entre toros y Feria de Julio es ineludible.  De este modo, el 21 de julio de 1871 se inaugura la primera Feria de Julio con una vistosa cabalgata, pabellones, exposiciones de plantas y venta de productos en general. 
En 1891 queda establecida la Batalla de Flores que se desarrolla el último domingo de julio en la Alameda sobre las 20h. Se celebran también importantes certámenes de bandas de música, festejos taurinos, conciertos de música y muchas otras actividades.
En la actualidad, la gran feria de Julio ocupa eventos y actos durante todo el mes:
- Conciertos y espectáculos: Se organizan numerosos conciertos al aire libre, que incluyen una variedad de géneros musicales y artistas nacionales e internacionales.
  - Conciertos de Viveros: en los Jardines del Real de Viveros se realizan multitud de conciertos.
  - Jazz en los barrios: conciertos de jazz en distintos barrios de Valencia.
  - Certamen Internacional de Bandas de Música «Ciudad de València»: es un certamen que recibe bandas de música procedentes de varios países, aunque la mayoría de las participantes son agrupaciones musicales valencianas. El Certamen Internacional de Bandas de Música «Ciudad de València» es el único concurso de esta categoría que tiene carácter anual.
- Fuegos artificiales: Los espectáculos pirotécnicos son una parte central de la feria, con impresionantes fuegos artificiales que iluminan el cielo de Valencia así como espectáculos piromusicales..
- Batalla de Flores: Uno de los eventos más emblemáticos es la Batalla de Flores, un desfile colorido y alegre en el que se lanzan flores desde carrozas decoradas.
- Eventos deportivos: Durante la feria, se realizan competiciones y demostraciones deportivas, atrayendo a deportistas y espectadores.
- Feria de atracciones: Una gran variedad de atracciones mecánicas y puestos de feria se instalan en distintos puntos de la ciudad, proporcionando diversión para toda la familia.
- Cine a la Fresca: Proyecciones de películas al aire libre en diferentes ubicaciones de la ciudad.
- Gastronomía: La feria también destaca por su oferta gastronómica, con numerosos puestos y ferias gastronómicas donde se pueden degustar platos típicos y especialidades locales.
- Mercadillos y Ferias de Artesanía: Se instalan mercadillos donde se venden productos artesanales, ropa, accesorios y otros artículos.
- Entrada de moros y cristianos: Este encuentro tiene lugar en la playa del Cabanyal. Es un desfile que  recrea la reconquista de territorios y el hermanamiento de dos culturas totalmente opuestas.  Este evento profundamente arraigado en la historia local arranca en la Calle de la Reina y ofrece batallas recreadas, atuendos tradicionales y música y ritmo por todas partes. Además, el Paseo Marítimo de València se inunda de deliciosa gastronomía y mucha diversión.
- Feria taurina: en la plaza de toros de Valencia se realizan numerosas corridas con carteles de primera categoría.
- Atardeceres en la albufera: todas las tardes de forma gratuita hay un autobús lanzadera para ir a ver la puesta de sol en el Parque Natural de la Albufera.
- Preselecciones falleras: se realizan preselecciones para fallera mayor de Valencia de los distintos sectores que componen las Fallas en la ciudad.
- Otros: actuaciones, desfiles, cuentacuentos, paellas populares, monólogos y campeonatos de juegos populares como parchís, dominó o truc.

La Gran Feria de Julio de Valencia es una celebración que refleja la cultura y las tradiciones de la ciudad, atrayendo tanto a residentes como a turistas. Cada año, el programa de actividades varía, pero siempre mantiene el espíritu festivo y la rica oferta de entretenimiento y cultura que caracteriza a esta festividad. 
|                                |
| Gran Feria de Valencia (1913). |

|                           |
| Batalla de Flores (1955). |

|                                                                               |
| Programas oficiales de la Feria de Julio de Valencia de los años 1915 y 1923. |